# Патріс Берньє
Патріс Берньє (англ. Patrice Bernier, нар. 23 вересня 1979, Броссар) — канадський футболіст, півзахисник клубу «Монреаль Імпакт» та національної збірної Канади.

## Клубна кар'єра
Берньє народився в місті Броссар, Квебек, в родині гаїтянських батьків. У дитинстві Берньє займався хокеєм і навіть провів два сезони у Юніорській лізі Квебека, де забив 17 голів і набрав 73 очки в 143 іграх. Виступаючи за хокейний клуб «Валь-д'Ор Форерс», він грав разом з майбутніми хокеїстами НХЛ Стівом Беженом та Роберто Луонго.
Проте в подальшому Патріс зосередився на футболі і протягом двох сезонів він грав в футбольній команді Сіракузького університет в Нью-Йорку — «Сірак'юз Орендж». Після завершення виступів за університетську команду Берньє підписав свій перший професійний контракт з «Монреаль Імпакт» в 2000 році. Після двох сезонів, проведених на батьківщині Патріс прийняв пропозицію клубу другого норвезького дивізіону «Мосс», де став виступати зі співвітчизником Робом Френдом.

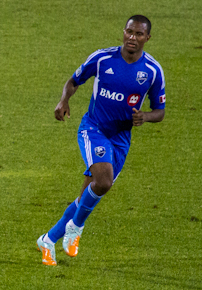
Патріс Берньє під час виступів за «Монреаль Імпакт». 2012 рік.

Своєю грою за останню команду привернув увагу представників тренерського штабу вищолігового норвезького клубу «Тромсе», до складу якого приєднався влітку 2004 року. У новому клубі у першому ж сезоні Берньє проявив себе, як агресивний, непоступливий і технічний крайній півзахисник. Влітку 2005 року турецький «Бешикташ» пропонував за канадця 1,3 млн євро, але «Тромсе» відповів відмовою. На початку сезону 2007 року Патріс був одним з найкращих півзахисників Тіппеліги, що він довів своєю феноменальною грою проти «Русенборга», забивши йому два м'ячі. Незважаючи на те, що команда програла 3:4, Берньє був визнаний найращим футболістом матчу. «Тромсе» запропонував Патрісу новий контракт, але півзахисник відмовився, мотивуючи своє рішення бажанням пограти в сильнішому чемпіонаті.
28 травня 2007 року Берньє перейшов до клубу другої німецької Бундесліги «Кайзерслаутерн». 28 жовтня у матчі проти «Ерцгебірге Ауе» він забив свій перший гол за німецьку команду. Патріс провів у Німеччині один сезон, але так і не зміг закріпитися в основі «Кайзера» і влітку 2008 році покинув команду.
25 червня 2008 року півзахисник підписав угоду з данським клубом «Нордшелланд». 20 липня в матчі проти «Брондбю» Берньє дебютував за нову команду. 29 липня в матчі Кубка УЄФА проти естонського ТМВК Патріс забив свій перший гол за клуб. 14 серпня в поєдинку наступного раунду Кубка УЄФА проти шотландського «Квін оф зе Саут» Берньє забив переможний гол. В складі данського клубу Патріс двічі вигравав Кубок Данії, в 2010 і 2011 роках. Також за підсумками сезону 2010 року він був визнаний фанатами клубу футболістом року.
2008 року уклав контракт з клубом «Нордшелланд», у складі якого провів наступні три роки своєї кар'єри гравця. Граючи у складі «Нордшелланда» також здебільшого виходив на поле в основному складі команди.
Протягом другої половини 2011 року захищав кольори клубу «Люнгбю», після чого 19 грудня 2011 року Берньє скористався пунктом в контракті і перейшов безкоштовно в «Монреаль Імпакт», що став франшизою MLS. 11 березня 2012 року в матчі проти «Ванкувер Вайткепс» Патріс дебютував за нову команду. 6 травня в поєдинку проти «Спортінг Канзас-Сіті» він забив свій перший гол за «Імпакт». У серпні 2012 року Патріс був визнаний футболістом місяця в MLS. Наразі встиг відіграти за команду з Монреаля 137 матчів в чемпіонаті МЛС і став з командою дворазовим чемпіоном Канади.

## Виступи за збірну
1995 року Берньє брав участь у юнацькому (U-17) чемпіонаті світу в Еквадорі, де забив єдиний гол канадців на турнірі у ворота Омана (1:2) і став поряд з Бредом Паркером, єдиними гравцями в цій команді, які згодом зіграли за національну збірну.
15 листопада 2003 року дебютував в офіційних іграх у складі національної збірної Канади в товариському матчі проти збірної Чехії. Першим великим міжнародним турніром для Патріса став Золотий кубок КОНКАКАФ 2005 року, де він взяв участь в матчах проти Коста-Рики, команд США та Куби.

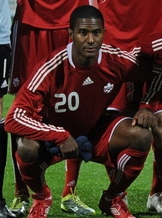
Берньє у складі збірної Канади. 2010 рік.

У 2007 році Патріс допоміг збірній завоювати бронзові медалі Золотого кубка КОНКАКАФ. На турнірі він зіграв проти Коста-Рики, Гваделупи, команд Гаїті, Гватемали та США.
30 червня 2009 року в поєдинку проти збірної Гватемали Берньє забив свій перший гол за національну збірну. У тому ж році Патріс в третій раз взяв участь у Золотому кубку КОНКАКАФ. На турнірі він взяв участь в матчах проти збірних Сальвадору, Ямайки, Коста-Рики та Гондурасу. У поєдинку проти костариканців Берньє забив гол.
В подальшому довгий час Патріс не брав участь у континентальних першостях, поки 2017 року у віці 37 років він не був включений у заявку на розіграш Золотого кубка КОНКАКАФ 2017 року у США.
Наразі провів у формі головної команди країни 56 матчів, забивши 2 голи.

### Голи за збірну Канади
| #   | Дата           | Місце                                    | Суперник   | Результат | Рахунок | Змагання                    |
| --- | -------------- | ---------------------------------------- | ---------- | --------- | ------- | --------------------------- |
| 01. | 30 червня 2009 | Окснард Коледж Соккер Філд, Окснард, США | Гватемала  | 0:2       | 0:3     | Товариський матч            |
| 02. | 10 липня 2009  | Еф Ай Ю Стедіум, Маямі, США              | Коста-Рика | 1:1       | 2:2     | Золотий кубок КОНКАКАФ 2009 |

## Досягнення
- Володар Кубка Данії: 2009/10, 2010/11
- Чемпіон Канади: 2013, 2014